# Bunski kanali
Bunski kanali su prirodni fenomen na rijeci Neretvi. Nalaze se kod Bune, južno od Mostara uz magistralnu cestu M-17 Mostar - Čapljina.
To je uski kanal kojim protječe Neretva, a preko sedrene barijere se u nju, na tom mjestu, ulijeva njena lijeva pritoka Buna. Nakon Bunskih kanala Neretva se smiruje, a korito širi što je tipično za ravničarske rijeke.
Postoje prijedlozi da se ovo područje zakonski zaštiti.